# Castanheira
Castanheira là một đô thị thuộc bang Mato Grosso, Brasil. Đô thị này có diện tích 3948,861 km², dân số năm 2007 là 7808 người, mật độ 1,98 người/km².